# Rugstreepdoosschildpad
De rugstreepdoosschildpad (Pelusios gabonensis) is een schildpad uit de familie pelomedusa's (Pelomedusidae).

## Naam en indeling
De wetenschappelijke naam van de soort werd voor het eerst voorgesteld door André Marie Constant Duméril in 1856. Oorspronkelijk werd de wetenschappelijke naam Pentonyx gabonensis gebruikt. De schildpad werd enige tijd tot het geslacht van de muskusschildpadden (Sternotherus) gerekend. De soortaanduiding gabonensis betekent vrij vertaald 'levend in Gabon'.

## Uiterlijke kenmerken
De maximale rugschildlengte is 33 centimeter, het rugschild draagt een lage kiel op het midden die kleiner wordt naarmate de schildpad ouder wordt. De kleur van het rugschild is licht- tot donkerbruin, de kiel heeft een donkere tot zwarte kleur. De wervelschilden zijn allen breder dan lang. De elf paren marginaalschilden hebben soms een doornachtig uitsteeksel aan de achterzijde bij de jonge dieren maar bij volwassen exemplaren zijn ze afgerond. De schildkleur is bruingeel tot grijsgeel en is hiermee veel lichter dan die andere Afrikaanse doosschildpadden. Bij heel oude exemplaren wordt de schildkleur donkerder en uiteindelijk geheel zwart. Het buikschild en de verbinding tussen het rug- en buikschild zijn zwart met gele naden tussen de schilden. De plastronformule is als volgt: hum > fem > an >< intergul > abd > pect > gul.
De kop is vrij smal in vergelijking met verwante soorten en heeft een uit-stekende snuitpunt. De snavelvormige bek aan de bovenkaak draagt twee tandachtige uitsteeksels. De kleur van de kop is geelbruin, de kaken en onderzijde van de kop en keel zijn lichter. De kaken en de keel van de juvenielen is echter zwart van kleur. Aan de bovenzijde van de kop is een zwarte Y- vormige vlek aanwezig waarbij de vertakking begint achter de ogen en de punt doorloopt tot in de nek. De ogen hebben een zwarte kleur. Onder de kin zijn twee baarddraden aanwezig. De kleur van de poten is grijs tot geel, bij jongere dieren donkerder tot zwart. Mannetjes zijn van vrouwtjes te onderscheiden door een veel langere en dikkerE staart en een iets holler buikschild.

## Verspreiding en habitat
De rugstreepdoosschildpad komt voor in delen van Afrika en leeft in de landen Congo-Kinshasa, Congo-Brazzaville, Centraal-Afrikaanse Republiek, Gabon, Kameroen, Angola, Soedan, Equatoriaal-Guinea, Nigeria, Benin, Ghana, Ivoorkust, Togo, Liberia en Guinea. De habitat bestaat uit tropische gebieden in bossen, moerassen en diepere rivieren. Oudere dieren hebben een voorkeur voor stromende wateren, in tegenstelling tot de juvenielen die meer in stilstaande, ondiepe poeltjes leven. Er is een voorkeur voor wat zuurdere wateren met een pH van 5,5 tot 6.

## Levenswijze
De schildpad is een omnivoor die leeft van vissen en ongewervelde dieren zoals slakken, mosselen, insecten en wormen. Daarnaast worden ook wel waterplanten gegeten en ook cassave wordt geconsumeerd. Cassave wordt door de lokale bevolking in het water gelegd om te weken voor verdere verwerking. De schildpad wordt door de lokale bevolking gezien als een belangrijke bron van voedsel vanwege de relatieve grootte.